# مکعب‌هشت‌وجهی
در هندسهٔ اقلیدسی، مکعب‌هشت‌وجهی (انگلیسی: Cuboctahedron) یک چندوجهی است که هشت وجهش مثلث متساوی‌الاضلاع و شش وجهش مربع هستند. مکعب‌هشت‌وجهی ۱۲ رأس (که در هر کدام دو مثلث و ۲ مربع به هم برخورد می‌کنند)، ۲۴ ضلع (که هر کدام یک مربع را از یک مثلث جدا می‌کنند) و ۱۴ وجه دارد. مکعب‌هشت‌وجهی یک جسم ارشمیدسی است.
مزدوج (چندوجهی‌ای که از متصل کردن مراکز وجوه جسم حاصل می‌شود) مکعب‌هشت‌وجهی یک دوازده‌لوزوجهی است.